# Miromantis mirandula
Miromantis mirandula es una especie de mantis de la familia Iridopterygidae.

## Distribución geográfica
Se encuentra en Malasia, Sumatra,  Borneo  y las islas de la Sonda.